# Бентон, Дуайт
Дуайт Бентон (англ. Dwight Baldwin Benton; 1834–1903) - американский художник и писатель.

## Биография
Родился 9 сентября (по другим данным 23 сентября) 1834 года в Норуиче, штат Нью-Йорк, США.
Учился живописи в Соединённых Штатах, где писал пейзажи Среднего Запада. Затем переехал в Италию, где прожил до конца жизни. Там писал акварельные пейзажи, в том числе на Протестантском кладбище в Риме, а также ведуты в Сабине, Олевано-Романо, Субьяко и на острове Капри.
Работая писателем, публиковал свои произведения в журнале The Roman World («Римский мир»).
Умер 7 апреля 1903 года в Лацио, Италия. Был похоронен на кладбище Campo Cestio. Жена - Elizabeth Pearl Haggott Benton (1840-1913), похоронена на этом же кладбище рядом с мужем.